# Libertad de Barranquilla
Libertad fue un club de fútbol colombiano, de la ciudad de Barranquilla, Atlántico. Fue fundado en 1956 y jugó en la Categoría Primera A sólo ese campeonato de 1956.

## Historia
El Libertad, nació en el año 1956 como el club de fútbol que reemplaza a los retirados Atlético Junior que había tomado parte en los campeonatos de 1948 y 1950 a 1953 y Sporting de Barranquilla que había participado entre 1950 y 1953, los clubes de la ciudad de Barranquilla en la naciente Liga de Fútbol Profesional Colombiano.
El club jugó 24 partidos con nueve victorias, tres empates y doce derrotas; alcanzando 44 goles a favor y 59 en contra, logrando el octavo lugar como debut y despedida, ya que con esta actuación, se retiró de la Categoría Primera A en ese mismo año de 1956.

## Estadio
Estadio Romelio Martínez, con capacidad para 15.000 personas. 

## Uniforme
- Uniforme titular: Camiseta blanca con raya azul, pantalón blanco, medias blancas
- Uniforme alternativo: Camiseta azul con raya blanca, pantalón blanco, medias blancas

## Datos del club
Puesto Histórico:40°
- Temporadas en 1ª: 1(1956)
- Mejor puesto:
  - En Primera A: 8°(1956)
- Peor puesto: 
  - En Primera A: 8°(1956)